# مایک پوزنر
مایکل رابرت هنروین پوزنر (زاده ۱۲ فوریه ۱۹۸۸)، با نام هنری مایک پوزنر، رپر، خواننده، ترانه‌نویس و تهیه‌کننده موسیقی اهل دیترویت، میشیگان است.
ر شدند.

## اوایل زندگی
مایک پوزنر متولد دیترویت میشیگان و بزرگ شده سوتفیلد میشیگان است. پدر او وکیل است و او یهودی است. و مادرش داروساز است و او کاتولیک است. مایک پوزنر فارغ التحصیل دبیرستان گروز (میشیگان) و دانشگاه دوک است. او در سال ۲۰۱۰ در رشته جامعه‌شناسی گرایش مدیریت بازرگانی از دانشگاه دوک فارغ التحصیل شده‌است.

## موسیقی

### آلبوم‌ها
| سال  | جزئیات                                                                   | وضعیت  | وضعیت  |
| سال  | جزئیات                                                                   | آمریکا | کانادا |
| ---- | ------------------------------------------------------------------------ | ------ | ------ |
| ۲۰۱۰ | ۳۱ دقیقه تا برخاست - تاریخ پخش: ۱۶ اوت ۲۰۱۰ - توسط : استودیوی جی ریکوردز | ۸      | ۳۲     |

### آهنگ‌های ترکیبی
| سال  | جزئیات                                                     |
| ---- | ---------------------------------------------------------- |
| ۲۰۰۹ | یک موضوع زمان - تاریخ پخش: ۲۸ فوریه ۲۰۰۹ - توسط : خودش     |
| ۲۰۰۹ | یک پا بیرون از در - تاریخ پخش: ۲۹ اکتبر ۲۰۰۹ - توسط : خودش |

### آهنگ‌های تک
| ۲۰۱۰                                       | «ملایم تر از من» | ۶  | ۴  | ۵ | ۳ | ۷ | ۲۲ | ۲۳ | ۳۴ | - کانادا: طلا | ۳۱ دقیقه تا برخاست |
| ۲۰۱۰                                       | «لطفاً نرو»       | ۹۴ | ۳۴ | — | — | — | —  | —  | —  |               | ۳۱ دقیقه تا برخاست |
| ۲۰۱۰                                       | «بوو چیگا وو وو» | —  | —  | — | — | — | —  | —  | —  |               | ۳۱ دقیقه تا برخاست |
| «—» نشان دهنده آن است که هرگز پخش نشده‌است. |                  |    |    |   |   |   |    |    |    |               |                    |

### موزیک ویدئو
| سال  | ویدئو            | کارگردان   |
| ---- | ---------------- | ---------- |
| ۲۰۱۰ | «ملایم تر از من» | جیسون بیتی |